# Random Dot Stereogram
Random Dot Stereogram (RDS) är en metod att via slumpvis utplacerade punkter skapa tredimensionella bilder. 
Prinicipen utvecklades redan 1919, men utvecklades främst av doktor Béla Julesz, som efter Ungernrevolten 1956 flydde till Amerika och där fick anställning hos Bell Labs. Ett av projekten han var inblandad i hade att göra med att försöka detektera mönster hos slumptalsgeneratorer. Han bestämde sig för att försöka visualisera informationen för att kunna använda människohjärnans mönsterigenkännande egenskaper och därigenom se hur slumpmässig informationen var.
En RDS bild är uppbyggd av två snarlika bilder där slumpvis utplacerade prickar flyttats lite. 

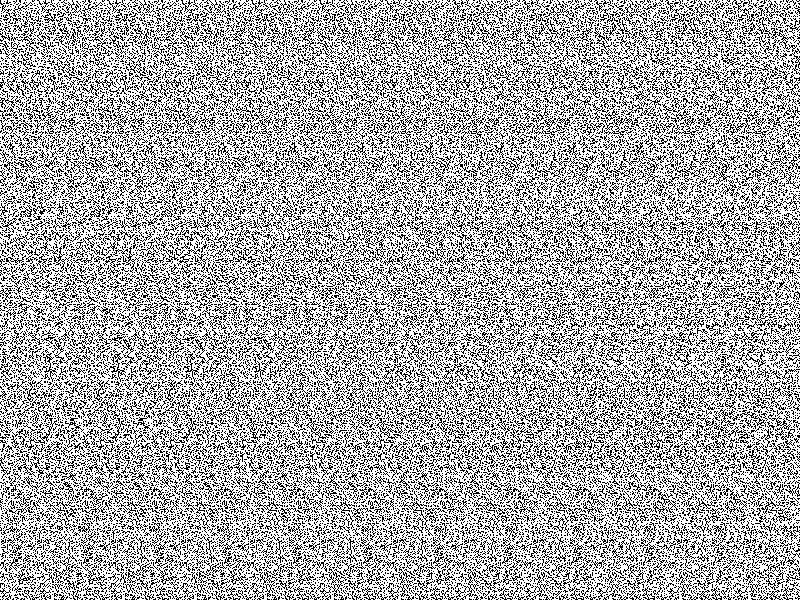
Ett Single Image Random Dot Stereogram

En mer sentida version av RDS använder endast en bild, och kallas således SIRDS, eller Single Image RDS. SIRDS kan även kallas RDA, eller Random Dot Autostereogram.
För att se ett stereogram enklast, fokusera på en punkt bortom skärmen tills bilderna (bilden, vid SIRDS) tycks sammanfalla till en fokuserad bild. Djupet på den tredimensionella effekten beror på hur stor punktskiftningen.